# موقوفه مالی
موقوفه مالی یا ذخیره ارزی یک سازمان (به انگلیسی: Financial endowment)، به مقدار جمع هدایای نقدی و اوقاف مالی هدیه‌شده به یک مؤسسه گفته می‌شود. اصل موقوفه‌های مالی معمولاً توسط مؤسسه اغلب درون یک بانک یا مؤسسه سرمایه‌گذاری به‌طور درازمدت ذخیره می‌شود و از سود آن برای پیشبرد اهداف یا توسعه مؤسسه استفاده می‌گردد. موزه‌ها، دانشگاه‌ها، موسسات تحقیقاتی، و نهادهای فرهنگی و اجتماعی معمولاً از سیستم موقوفه مالی بهره می‌برند.